# Витина (община)
Вижте пояснителната страница за други значения на Витина.
Община Витина (на сръбски: Општина Витина, на албански: Komuna e Vitis) е община в Гнилянски окръг, Косово. Неин административен център е град Витина.
Общата ѝ площ е 271 км2, а населението е 47 507 души, по приблизителна оценка за 2019 г.